# Axanthosomella
Axanthosomella is een geslacht van vliesvleugeligen uit de familie van de Eurytomidae. De wetenschappelijke naam van dit geslacht werd voor het eerst geldig gepubliceerd in 2001 door T. C. Narendran.

## Soorten
Het geslacht Axanthosomella is monotypisch en omvat slechts de volgende soort:
- Axanthosomella gadagkari Narendran, 2001